# 1928 في فلسطين الانتدابية
هذه أحداث عام 1928 خلال فترة الانتداب البريطاني لفلسطين.

## شاغلو المناصب
- المفوض السامي - هربرت أونسلو بلومر حتى 6 ديسمبر؛ السير جون تشانسلور
- أمير شرق الأردن - عبد الله الأول بن الحسين
- رئيس وزراء شرق الأردن - حسن خالد أبو الهدى

## الأحداث
- 20 فبراير – تم إبرام أول معاهدة بريطانية أردنية تصبح بعدها إمارة شرق الأردن مستقلة اسميًا، في حين تحتفظ بريطانيا بدرجة من السيطرة على الشؤون الخارجية والقوات المسلحة والاتصالات وأموال الدولة. فشلت المعاهدة في الاستجابة لمطالب شرق الأردن بدولة مستقلة ذات سيادة كاملة.
- 20 يونيو - المؤتمر العربي الفلسطيني السابع.[1]
- 25 يوليو – عقد أول مؤتمر وطني شرق الأردن في عمان ودعا إلى دولة مستقلة وحماية حقوق الشعب.
- 28 سبتمبر – وقعت حادثة حائط البراق في موقع حائط البراق في القدس، مما أدى إلى مخاوف المسلمين من نوايا يهودية من الاستيلاء على المسجد الأقصى وقد تسببت في العنف الداخلي الذي انتشر لاحقًا عبر الانتداب الفلسطيني.
- 4 ديسمبر – تأسيس كيبوتس بيت هشيتا من قبل أعضاء «كفوزات هحوجيم» وأعضاء «تنوات هاماهانوت حليم» من حيفا والقدس.
- 6 ديسمبر – تولى السير جون تشانسلر منصب المفوض السامي لفلسطين.

## الولادات البارزة

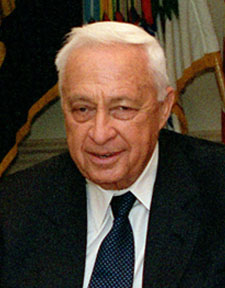
أرئيل شارون

- 14 فبراير - أفنر ترينين، شاعر وكيميائي إسرائيلي (توفي 2011).
- 27 فبراير - أرئيل شارون، رئيس الوزراء الإسرائيلي الحادي عشر (توفي 2014).
- 4 أبريل - إيلي زعيرا، الجنرال الإسرائيلي، قائد شعبة الاستخبارات العسكرية الإسرائيلية النابعة لجيش الدفاع الإسرائيلي.
- 18 أبريل - بيني بيليد، قائد سلاح الجو الإسرائيلي (توفي 2002).
- 9 مايو - ديدي مينوسي، كاتب وصحفي وشاعر إسرائيلي (توفي 2013).
- 11 مايو - يعقوب عجم، النحات والفنان الإسرائيلي.
- 30 مايو - جافريل كوهين، أكاديمي وسياسي إسرائيلي.
- 21 يونيو - شلومو باوم، ضابط عسكري إسرائيلي وناشط يميني (توفي 1999).
- 9 يوليو - يزرويل ياكوف فيشر، الحاخام الإسرائيلي وبوزك (توفي 2003).
- 26 يوليو - نتيفا بن يهودا، كاتبة إسرائيلية ومعجم (توفي 2011).
- 13 أغسطس - يهودا لابيدوت، أستاذ الكيمياء الحيوية الإسرائيلي ومؤرخ وقائد إرجون.
- 14 أغسطس - أموتز زهافي، عالم الأحياء التطوري الإسرائيلي (توفي عام 2017).
- 17 سبتمبر - جيل الديما، ملحن وموصل إسرائيلي (توفي 2014).
- 4 نوفمبر - شايك أوفير، ممثل وكوميدي إسرائيلي (توفي 1987).
- 11 نوفمبر - نسيم المليح لاعب كرة القدم الإسرائيلي (توفي 1989).
- 26 ديسمبر - مردخاي بار أون، ضابط عسكري ومؤرخ إسرائيلي.
- 27 ديسمبر - شولاميت ألوني، سياسي إسرائيلي وناشط يساري (توفي 2014).
- التاريخ الكامل غير معروف
  - يغئال كوهين، سياسي إسرائيلي (توفي 1988)
  - خالد الحسن، فلسطيني، مؤسس فتح (توفي 1994).
  - براخا إيدن، عازف بيانو إسرائيلي (توفي 2006).